# ۱۹۵ (پیش از میلاد)
۱۹۵ (پیش از میلاد) ۱۹۵مین سال قبل از تقویم میلادی است.